# Simitarra becfina
La simitarra becfina (Pomatorhinus superciliaris) és un ocell de la família dels timàlids (Timaliidae).

## Hàbitat i distribució
Habita boscos i bambú al nord-est de l'Índia des de l'est de Nepal cap a l'est fins Arunachal Pradesh i, més cap al sud, al sud-est de Bangladesh, Mizoram, Manipur i Nagaland, nord-est de Myanmar, sud-oest de la Xina a l'oest de Yunnan i nord del Vietnam al nord-oest de Tonquín.